# Orrmossatärnen
Orrmossatärnen är en sjö i Askersunds kommun i Närke och ingår i Motala ströms huvudavrinningsområde. Sjöns area är 0,0005 kvadratkilometer och den befinner sig 185 meter över havet.